# Chaumes d'Avon
Chaumes d'Avon este o arie protejată (sit de importanță comunitară — SCI) din Franța întinsă pe o suprafață de 1.511 ha, integral pe uscat.

## Localizare
Centrul sitului Chaumes d'Avon este situat la coordonatele 46°22′22″N 0°01′47″W / 46.37278°N 0.02972°V.

## Înființare
Situl Chaumes d'Avon a fost declarat arie specială de conservare în baza directivei 92/43 din 1992 referitoare la conservarea habitatelor naturale și a faunei și florei sălbatice pentru a proteja 7 specii de animale.

## Biodiversitate
Situată în ecoregiunea atlantică, aria protejată conține 5 habitate naturale: Pajiști cu Molinia pe soluri calcaroase, turboase sau argilos-nămoloase (Molinion caeruleae), Păduri aluvionare cu Alnus glutinosa și Fraxinus excelsior (Alno-Padion, Alnion incanae, Salicion albae), Pajiști uscate seminaturale și facies de acoperire cu tufișuri pe substraturi calcaroase (Festuco-Brometalia) (* situri importante pentru orhidee), Liziere de ierburi înalte hidrofile de câmpie și de nivel montan până la alpin, Fânețe de joasă altitudine (Alopecurus pratensis, Sanguisorba officinalis).
La baza desemnării sitului se află mai multe specii protejate:
- amfibieni (2): izvoraș-cu-burta-galbenă (Bombina variegata), triton cu creastă (Triturus cristatus)
- mamifere (2): liliac cârn (Barbastella barbastellus), liliacul mare cu potcoavă (Rhinolophus ferrumequinum)
- nevertebrate (3): croitorul mare al stejarului (Cerambyx cerdo), Euplagia quadripunctaria, rădașcă (Lucanus cervus)

Pe lângă speciile protejate, pe teritoriul sitului au mai fost identificate 1 specie de plante, 9 specii de păsări, 5 specii de amfibieni, 1 specie de mamifere, 3 specii de reptile.